# Cadulus attenuatus
Cadulus attenuatus is een Scaphopodasoort uit de familie van de Gadilidae. De wetenschappelijke naam van de soort is voor het eerst geldig gepubliceerd in 1875 door Monterosato.